# کبی موسوکوتوان
کبی موسوکوتوان (انگلیسی: Kebby Musokotwane; ۵ مهٔ ۱۹۴۶ – ۱۱ فوریهٔ ۱۹۹۶) سیاستمدار اهل زامبیا بود. وی از ۲۴ آوریل ۱۹۸۵ تا ۱۵ مارس ۱۹۸۹ نخست‌وزیر این کشور بود.
کبی موسوکوتوان در ۱۱ فوریه ۱۹۹۶، در سن ۴۹ سالگی درگذشت.